# Ready for Romance
Ready for Romance è il terzo album in studio del gruppo musicale tedesco Modern Talking, pubblicato nel 1986.

## Tracce
1. Brother Louie — 3:41
2. Just We Two (Mona Lisa) — 3:54
3. Lady Lai — 4:55
4. Doctor for My Heart — 3:16
5. Save Me - Don't Break Me — 3:45
6. Atlantis Is Calling (S.O.S. for Love) — 3:48
7. Keep Love Alive — 3:25
8. Hey You — 3:20
9. Angie's Heart — 3:37
10. Only Love Can Break My Heart — 3:35